# Pimelea dura
Pimelea dura är en tibastväxtart som beskrevs av Colin James Burrows. Pimelea dura ingår i släktet Pimelea och familjen tibastväxter. Inga underarter finns listade i Catalogue of Life.